# Ødum
Ødum is een plaats in de Deense regio Midden-Jutland, gemeente Favrskov, en telt 314 inwoners (2007).